# Driss Basri
Driss Basri (Settat, 11 de noviembre de1938 – Paris, Francia; 27 de agosto de 2007) fue un político marroquí.

## Biografía
Basri nació en Settat el 8 de noviembre de 1938. Empezó su carrera como oficial de policía en Rabat y en 1974 fue nombrado Secretario de Estado para Asuntos Internos. En 1979, Driss Basri fue designado Ministro del Interior en el gobierno de Ahmed Osman, puesto que ocupó en los sucesivos gobiernos hasta 1999. Se ganó la confianza del Rey Hassan II y llegó a ser llamado popularmente como "la madre de todos los ministros". Se le consideró por sus detractores como un obstáculo para la democratización del país durante la década de 1980 y principios de 1990. Fue acusado de crear partidos políticos desde la administración para contrarrestar a los partidos nacionalistas tradicionales y populares. Durante su mandato se produjeron represiones con dureza contra manifestantes opositores en Casablanca (1981) y Fez (1990).
Tres meses después de que el Rey Mohammed VI accediese al trono en 1999, sucediendo a su padre Hassan II, Basri cesó como ministro. Murió en el auto exilio que se impuso en París el 27 de agosto de 2007.